# Creed Brothers
Palmarès
1 fois champions par équipes de NXT
Creed Brothers est une équipe de catcheurs Heel, composée de Julius Creed (de son vrai nom Jacob Kasper) (né le 3 octobre 1994 à Wheeling) et de Brutus Creed (de son vrai nom Drew Kasper) (né le 13 mai 1996 à Lexington). Le duo travaille actuellement à la World Wrestling Entertainment, dans la division Raw.

## Carrière

### World Wrestling Entertainment (2021-...)

#### NXT(2021-2023)
Le 7 octobre 2020, le frère aîné signe officiellement avec la World Wrestling Entertainment.
Le 23 février 2021, le frère cadet signe officiellement avec la compagnie. 
Le 7 septembre à NXT, ils effectuent leurs débuts dans le show jaune en tant que Heel, accompagnés de Diamond Mine, ainsi que leur premier match en battant Chuckie Viola et Paxton Averill.
Le 15 février 2022 à NXT Vengeance Day, ils remportent le tournoi Dusty Rhodes Tag Team Classic en battant MSK (Wes Lee et Nash Carter) en finale et deviennent aspirants n°1 aux titres par équipes de NXT. 
Le 2 avril à NXT Stand & Deliver, ils ne remportent pas les titres, battus par leurs mêmes adversaires dans un Triple Threat Tag Team match, qui inclut également Imperium (Fabian Aichner et Marcel Barthel). Trois soirs plus tard à NXT 2.0, ils effectuent un Face Turn et battent Imperium. La semaine suivante à NXT 2.0, ils ne remportent pas les ceintures vacantes, battus par Pretty Deadly (Elton Prince et Kit Wilson) dans un Tag Team Gauntlet match. Le 4 juin à NXT In Your House, ils deviennent les nouveaux champions par équipes de NXT en prenant leur revanche sur leurs adversaires, remportant les titres pour la première fois de leurs carrières. 
Le 4 septembre à Worlds Collide, ils ne remportent pas les titres par équipes de NXT UK et ne conservent pas leurs titres, rebattus par leurs mêmes opposants dans un Fatal 4-Way Tag Team match, qui inclut également Gallus (Mark Coffey et Wolfgang), Brooks Jensen et Josh Briggs, ce qui met fin à un règne de 97 jours.
Le 1er avril 2023 à NXT Stand & Deliver, ils ne remportent pas les titres par équipes de NXT, battus par Gallus dans un Triple Threat Tag Team match, qui inclut également The D'Angelo Family (Tony D'Angelo et Channing "Stacks" Lorenzo). Le 28 mai à NXT Battleground, ils ne remportent pas, pour la seconde fois, les ceintures, rebattus par leurs mêmes adversaires.
Le 4 juillet à NXT, ils perdent face à Jagger Reid et Rip Fowler, puis sont contraints de quitter le show jaune. Le 29 août à NXT, ils prennent leur revanche sur leurs adversaires dans un Steel Cage match et sont réintégrés. Le 30 septembre à NXT No Mercy, ils ne remportent pas, pour la troisième fois, les titres, battus par The D'Angelo Family dans un Fatal 4-Way Tag Team match, qui inclut également Los Lotharios (Angel et Humberto), Bronco Nima et Lucien Price.

#### Raw(2023-...)
Le 30 octobre à Raw, ils font leurs débuts dans le show rouge, disputent leur premier match et battent Alpha Acdemy (Chad Gable et Otis). Après le combat, les quatre catcheurs échangent des poignées de mains. La semaine suivante à Raw, ils signent officiellement au show rouge, puis battent DIY (Johnny Gargano et Tommaso Ciampa),.
Le 15 juillet 2024 à Raw, ils effectuent un Heel Turn, car ils s'associent avec Chad Gable et l'aident à attaquer Bo Dallas avant l'arrivée du clan Wyatt Sicks.